# Super Formula Lights 2021
Navigation
2020 2022
Le championnat de Super Formula Lights 2021 est la deuxième saison de la Super Formula Lights, qui succède à l'ancien championnat du Japon de Formule 3. Comportant 18 courses réparties en 6 manches, il démarre le 3 avril à Fuji pour se terminer le 17 octobre à Motegi.

## Écuries et pilotes
Toutes les écuries disposent de châssis Dallara EF320, équipées de moteurs Volkswagen ou Toyota.
| Écuries                 | n° | Pilotes         | Cat. | Manches  |
| ----------------------- | -- | --------------- | ---- | -------- |
| TOM'S                   | 1  | Seita Nonaka    |      | 1–5      |
| TOM'S                   | 1  | Kazuto Kotaka   |      | 6        |
| TOM'S                   | 36 | Giuliano Alesi  |      | Toutes   |
| TOM'S                   | 37 | Hibiki Taira    |      | Toutes   |
| Toda Racing             | 2  | Ren Sato        |      | Toutes   |
| ALBIREX Racing          | 3  | Lucca Allen     |      | 1–2, 4   |
| ALBIREX Racing          | 5  | Seiya Jin       |      | 1        |
| ALBIREX Racing          | 5  | Tsubasa Iriyama |      | 2        |
| B-Max Engineering       | 4  | Nobuhiro Imada  | M    | Toutes   |
| B-Max Engineering       | 30 | "Dragon"        |      | Toutes   |
| B-Max Engineering       | 51 | Miki Koyama     |      | 1        |
| B-Max Engineering       | 51 | Takashi Hata    | M    | 2, 4     |
| B-Max Engineering       | 51 | "Syuji"         | M    | 3, 5–6   |
| Looney Sports Rn-sports | 10 | Atsushi Miyake  |      | Toutes   |
| Looney Sports Rn-sports | 11 | Masayuki Ueda   | M    | 1–2, 4–6 |
| RS Fine                 | 35 | Shunsuke Kohno  |      | Toutes   |
| B-Max Racing Team       | 50 | Teppei Natori   |      | Toutes   |
| B-Max Racing Team       | 52 | Seiya Jin       |      | 5–6      |

| Icône | Légende      |
| ----- | ------------ |
| M     | Master Class |

## Calendrier
Le calendrier initial a été annoncé le 30 octobre 2020. La saison se déroule en parallèle de la saison de Super Formula, un calendrier révisé a été annoncé le 12 avril 2021 pour la Super Formula et est également adopté par la Super Formula Lights.
| Manche | Manche | Circuit           | Lieu     | Date       |
| ------ | ------ | ----------------- | -------- | ---------- |
| 1      | C1     | Fuji Speedway     | Oyama    | 3 Avril    |
| 1      | C2     | Fuji Speedway     | Oyama    | 4 Avril    |
| 1      | C3     | Fuji Speedway     | Oyama    | 4 Avril    |
| 2      | C1     | Circuit de Suzuka | Suzuka   | 24 Avril   |
| 2      | C2     | Circuit de Suzuka | Suzuka   | 25 Avril   |
| 2      | C3     | Circuit de Suzuka | Suzuka   | 25 Avril   |
| 3      | C1     | Autopolis         | Kamitsue | 15 Mai     |
| 3      | C2     | Autopolis         | Kamitsue | 16 Mai     |
| 3      | C3     | Autopolis         | Kamitsue | 16 Mai     |
| 4      | C1     | Sportsland SUGO   | Murata   | 19 Juin    |
| 4      | C2     | Sportsland SUGO   | Murata   | 20 Juin    |
| 4      | C3     | Sportsland SUGO   | Murata   | 20 Juin    |
| 5      | C1     | Twin Ring Motegi  | Motegi   | 28 Août    |
| 5      | C2     | Twin Ring Motegi  | Motegi   | 29 Août    |
| 5      | C3     | Twin Ring Motegi  | Motegi   | 29 Août    |
| 6      | C1     | Twin Ring Motegi  | Motegi   | 16 Octobre |
| 6      | C2     | Twin Ring Motegi  | Motegi   | 17 Octobre |
| 6      | C3     | Twin Ring Motegi  | Motegi   | 17 Octobre |

## Résultats de la saison 2021
| Manche | Manche | Circuit           | Pole Position                                           | Meilleur Tour                                           | Pilote Vainqueur                                        | Écurie gagnante                                         | Vainqueur Masters                                       |
| ------ | ------ | ----------------- | ------------------------------------------------------- | ------------------------------------------------------- | ------------------------------------------------------- | ------------------------------------------------------- | ------------------------------------------------------- |
| 1      | C1     | Fuji Speedway     | Teppei Natori                                           | Teppei Natori                                           | Teppei Natori                                           | B-MAX Racing Team                                       | Nobuhiro Imada                                          |
| 1      | C2     | Fuji Speedway     | Teppei Natori                                           | Ren Sato                                                | Ren Sato                                                | Toda Racing                                             | Nobuhiro Imada                                          |
| 1      | C3     | Fuji Speedway     |                                                         | Ren Sato                                                | Atsushi Miyake                                          | Looney Sports                                           | Masayuki Ueda                                           |
| 2      | C1     | Circuit de Suzuka | Teppei Natori                                           | Teppei Natori                                           | Teppei Natori                                           | B-MAX Racing Team                                       | Nobuhiro Imada                                          |
| 2      | C2     | Circuit de Suzuka | Teppei Natori                                           | Teppei Natori                                           | Teppei Natori                                           | B-MAX Racing Team                                       | Masayuki Ueda                                           |
| 2      | C3     | Circuit de Suzuka |                                                         | Ren Sato                                                | Teppei Natori                                           | B-MAX Racing Team                                       | Nobuhiro Imada                                          |
| 3      | C1     | Autopolis         | Ren Sato                                                | Atsushi Miyake                                          | Atsushi Miyake                                          | Looney Sports                                           | Nobuhiro Imada                                          |
| 3      | C2     | Autopolis         | Ren Sato                                                | Giuliano Alesi                                          | Teppei Natori                                           | B-MAX Racing Team                                       | 'Syuji'                                                 |
| 3      | C3     | Autopolis         | Course annulée en raison des conditions météorologiques | Course annulée en raison des conditions météorologiques | Course annulée en raison des conditions météorologiques | Course annulée en raison des conditions météorologiques | Course annulée en raison des conditions météorologiques |
| 4      | C1     | Sportsland SUGO   | Giuliano Alesi                                          | Giuliano Alesi                                          | Giuliano Alesi                                          | TOM'S                                                   | Takashi Hata                                            |
| 4      | C2     | Sportsland SUGO   | Teppei Natori                                           | Teppei Natori                                           | Teppei Natori                                           | B-MAX Racing Team                                       | Nobuhiro Imada                                          |
| 4      | C3     | Sportsland SUGO   |                                                         | Teppei Natori                                           | Giuliano Alesi                                          | TOM'S                                                   | Nobuhiro Imada                                          |
| 5      | C1     | Twin Ring Motegi  | Ren Sato                                                | Ren Sato                                                | Ren Sato                                                | Toda Racing                                             | Nobuhiro Imada                                          |
| 5      | C2     | Twin Ring Motegi  | Ren Sato                                                | Ren Sato                                                | Ren Sato                                                | Toda Racing                                             | Nobuhiro Imada                                          |
| 5      | C3     | Twin Ring Motegi  |                                                         | Ren Sato                                                | Ren Sato                                                | Toda Racing                                             | Nobuhiro Imada                                          |
| 6      | C1     | Twin Ring Motegi  | Giuliano Alesi                                          | Giuliano Alesi                                          | Giuliano Alesi                                          | TOM'S                                                   | Nobuhiro Imada                                          |
| 6      | C2     | Twin Ring Motegi  | Giuliano Alesi                                          | Giuliano Alesi                                          | Ren Sato                                                | Toda Racing                                             | Masayuki Ueda                                           |
| 6      | C3     | Twin Ring Motegi  |                                                         | Giuliano Alesi                                          | Giuliano Alesi                                          | TOM'S                                                   | Nobuhiro Imada                                          |

## Classements
Les points des courses sont attribués aux 6 premiers pilotes classés. Ce système d'attribution des points est utilisé pour chaque manche du championnat.			
| Position | 1er | 2e | 3e | 4e | 5e | 6e | PP | MT |
| Points   | 10  | 7  | 5  | 3  | 2  | 1  | 1  | 1  |

### Classement des pilotes
| Pos. | Pilote          | FUJ  | FUJ  | FUJ  | SUZ  | SUZ  | SUZ  | AUT | AUT | AUT | SUG | SUG | SUG | MOT  | MOT  | MOT  | MOT | MOT | MOT | Points    |
| ---- | --------------- | ---- | ---- | ---- | ---- | ---- | ---- | --- | --- | --- | --- | --- | --- | ---- | ---- | ---- | --- | --- | --- | --------- |
| 1    | Teppei Natori   | 1    | 2    | 2    | 1    | 1    | 1    | 5   | 1   | A   | 2   | 1   | 2   | 2    | 4    | 7    | 4   | 10  | 8   | 109       |
| 2    | Giuliano Alesi  | 3    | 6    | 3    | 2    | 3    | 2    | 2   | 2   | A   | 1   | 4   | 1   | 3    | 2    | 2    | 1   | 12  | 1   | 103 (109) |
| 3    | Ren Sato        | 2    | 1    | 9    | 12†  | 2    | 5    | 9   | 9   | A   | 7   | 2   | 6   | 1    | 1    | 1    | 2   | 1   | 4   | 92        |
| 4    | Atsushi Miyake  | 6    | 5    | 1    | 4    | 6    | 4    | 1   | 6   | A   | 5   | 5   | 4   | 6    | 3    | 5    | 3   | 6   | 2   | 57 (59,5) |
| 5    | Hibiki Taira    | 4    | Np   | 4    | 5    | 4    | 3    | 4   | 4   | A   | 3   | 3   | 3   | Forf | Forf | Forf | 6   | 4   | 5   | 41,5      |
| 6    | Shunsuke Kohno  | 5    | 7    | Abd  | 6    | 7    | 6    | 3   | 3   | A   | 4   | Abd | 5   | 4    | 6    | 4    | 8   | 3   | 6   | 29,5      |
| 7    | Seita Nonaka    | 10   | 3    | 6    | 3    | 5    | 7    | Abd | 5   | A   | 6   | Abd | 7   | 5    | 5    | 3    |     |     |     | 24        |
| 8    | Kazuto Kotaka   |      |      |      |      |      |      |     |     |     |     |     |     |      |      |      | 5   | 2   | 3   | 14        |
| 9    | Seiya Jin       | Abd  | 4    | 5    |      |      |      |     |     |     |     |     |     | 7    | 7    | 6    | 7   | 5   | 7   | 8         |
| 10   | Nobuhiro Imada  | 8    | 10   | 11   | 8    | 12†  | 10   | 6   | 10  | A   | 9   | 7   | 10  | 9    | 9    | 9    | 9   | 9   | 9   | 1         |
| 11   | Lucca Allen     | Forf | Forf | Forf | Forf | Forf | Forf |     |     |     | 11  | 6   | 8   |      |      |      |     |     |     | 1         |
| 12   | 'Dragon'        | 9    | 9    | 8    | 11   | 8    | 9    | 8   | 7   | A   | Abd | 8   | 9   | 8    | 8    | 8    | 10  | 7   | 11  | 0         |
| 13   | Miki Koyama     | 7    | 8    | 7    |      |      |      |     |     |     |     |     |     |      |      |      |     |     |     | 0         |
| 14   | 'Syuji'         |      |      |      |      |      |      | 7   | 8   | A   |     |     |     | 10   | 10   | 10   | 12  | 11  | 12  | 0         |
| 15   | Tsubasa Iriyama |      |      |      | 7    | 11   | 8    |     |     |     |     |     |     |      |      |      |     |     |     | 0         |
| 16   | Masayuki Ueda   | 11   | 11   | 10   | 9    | 9    | 11   |     |     |     | 10  | 10  | 11  | Forf | Forf | Forf | 11  | 8   | 10  | 0         |
| 17   | Takashi Hata    |      |      |      | 10   | 10   | Abd  |     |     |     | 8   | 9   | 12  |      |      |      |     |     |     | 0         |
| Pos  | Pilote          |      |      |      |      |      |      |     |     |     |     |     |     |      |      |      |     |     |     |           |
| Pos  | Pilote          | FUJ  | FUJ  | FUJ  | SUZ  | SUZ  | SUZ  | AUT | AUT | AUT | SUG | SUG | SUG | MOT  | MOT  | MOT  | MOT | MOT | MOT | Points    |

| Couleur  | Résultat                       |
| -------- | ------------------------------ |
| Or       | Vainqueur                      |
| Argent   | 2e place                       |
| Bronze   | 3e place                       |
| Vert     | Classé dans les points         |
| Bleu     | Classé hors des points         |
| Bleu     | Non classé (Nc.)               |
| Violet   | Abandon (Abd.)                 |
| Rouge    | Non qualifié (Nq.)             |
| Rouge    | Non pré-qualifié (Npq.)        |
| Noir     | Disqualifié (Dsq.)             |
| Blanc    | Non partant (Np.)              |
| Blanc    | Forfait (Forf.)                |
| Blanc    | Course annulée (A)             |
| Neutre   | Non présent                    |
| Neutre   | Exclu (Ex.)                    |
| Gras     | Pole position                  |
| Italique | Meilleur tour en course        |
| †        | Classé sans terminer la course |
| 1 2 3 …  | Classement dans la catégorie   |

### Masters Class
| Pos. | Pilote         | FUJ | FUJ | FUJ | SUZ | SUZ | SUZ | AUT | AUT | AUT | SUG | SUG | SUG | MOT  | MOT  | MOT  | MOT | MOT | MOT | Points |
| ---- | -------------- | --- | --- | --- | --- | --- | --- | --- | --- | --- | --- | --- | --- | ---- | ---- | ---- | --- | --- | --- | ------ |
| 1    | Nobuhiro Imada | 8   | 10  | 11  | 8   | 12† | 10  | 6   | 10  | A   | 9   | 7   | 10  | 9    | 9    | 9    | 9   | 9   | 9   | 173,5  |
| 2    | Masayuki Ueda  | 11  | 11  | 10  | 9   | 9   | 11  |     |     |     | 10  | 10  | 11  | Forf | Forf | Forf | 11  | 8   | 10  | 90     |
| 3    | 'Syuji'        |     |     |     |     |     |     | 7   | 8   | A   |     |     |     | 10   | 10   | 10   | 12  | 11  | 12  | 48,5   |
| 4    | Takashi Hata   |     |     |     | 10  | 10  | Abd |     |     |     | 8   | 9   | 12  |      |      |      |     |     |     | 35     |
| Pos  | Pilote         |     |     |     |     |     |     |     |     |     |     |     |     |      |      |      |     |     |     |        |
| Pos  | Pilote         | FUJ | FUJ | FUJ | SUZ | SUZ | SUZ | AUT | AUT | AUT | SUG | SUG | SUG | MOT  | MOT  | MOT  | MOT | MOT | MOT | Points |